# Erol Ersek
Erol Antonio Ersek (* 20. April 1999 in Wien) ist ein österreichisch-deutscher Basketballspieler.

## Laufbahn
Ersek spielte bis 2016 in der Jugend der DC Timberwolves in seiner Heimatstadt Wien. Unterbrochen wurde diese Ausbildung in der Saison 2014/15, die er im US-Bundesstaat Kalifornien verbrachte und dort die Pacific Grove High School besuchte. 2016 ging er nach Deutschland in die Nachwuchsabteilung des FC Bayern München. 2017 wurde er mit dem FCB deutscher U19-Meister. Für die zweite Herrenmannschaft der Münchener in der 2. Bundesliga ProB spielte Ersek erstmals in der Saison 2016/17.
Beim Saisonschlussturnier der Basketball-Bundesliga im Juni 2020 spielte Ersek auf Leihbasis für die BG Göttingen und wurde dort zweimal von „Veilchen“-Trainer Johan Roijakkers eingesetzt. Für den FC Bayern bestritt er drei Bundesliga-Spiele, alle im Mai 2021. In der Sommerpause 2021 wurde er vom Zweitligisten Tigers Tübingen verpflichtet. 2022 und 2023 wurde er mit der Mannschaft jeweils Meisterschaftszweiter. 2023 schaffte man den Bundesliga-Aufstieg, nachdem der Verein im Vorjahr noch auf die Beantragung eines Teilnahmerechts für die höchste deutsche Spielklasse verzichtet hatte. Im November 2023 nahm Ersek die deutsche Staatsbürgerschaft an. 2024 stieg er mit Tübingen wieder aus der Bundesliga ab.
Durch seinen Wechsel zum USC Heidelberg, der im Juni 2024 vermeldet wurde, blieb Ersek in der Bundesliga. In der Saison 2024/25 erreichte er mit Heidelberg überraschend das Halbfinale um die deutsche Meisterschaft.

### Nationalmannschaft
Ersek war österreichischer Jugendnationalspieler, im Sommer 2019 wurde er zu einem Trainingslager der Herren-Nationalmannschaft eingeladen. Im November 2020 bestritt er sein erstes Herrenländerspiel.